# Peter Bogdanovich
Peter Bogdanovich, född 30 juli 1939 i Kingston, delstaten New York, död 6 januari 2022 i Los Angeles, Kalifornien, var en amerikansk filmregissör, manusförfattare, skådespelare, filmproducent, filmkritiker och filmhistoriker. 
Bogdanovich regisserade sin första film 1968, Levande mål, som blev en kritikersuccé. Han nådde senare större popularitet för sitt kritikerrosade drama Den sista föreställningen (1971), som erhöll åtta Oscarsnomineringar, däribland för Bästa regi. Därefter regisserade han screwballkomedin Go’dag yxskaft? (1972), vilken följdes av Paper Moon (1973). Senare kom han att regissera filmer som Saint Jack – kungen av Singapore (1979), ... och så levde dom lyckliga... (1981), Mask (1985), Kaos i kulissen (1992), Thing Called Love (1993), Hollywoods hemlighet (2001) och She's Funny That Way (2014). 
Som skådespelare är han känd för sina roller i HBO-serien Sopranos och i Orson Welles sista film The Other Side of the Wind (2018), som han också hjälpte till att färdigställa. Bogdanovich var även filmhistoriker och regisserade dokumentärer som Directed by John Ford (1971) och The Great Buster: A Celebration (2018), samt publicerade över tio böcker, några av dem inkluderar djupintervjuer med filmskapare som Howard Hawks och Alfred Hitchcock.

## Biografi

### Bakgrund och tidiga år
Peter Bogdanovichs far var av serbisk börd och östortodox kristen, medan hans mor var judisk och född i Österrike. Bogdanovich utvecklade tidigt intresse för film och arbetade till en början på biografer och senare med film på Metropolitan Museum of Art. För museets räkning skrev han bland annat en biografi över Orson Welles. Han gifte sig 1962 med kostymören Polly Platt som delade hans intresse för film. De följande åren tillbringade makarna  med att se och studera film. 
I juni 1964 åkte makarna Bogdanovich bil från New York till Los Angeles, fast beslutna om att ta sig in i filmens värld. Regissören Roger Corman anlitade Bogdanovich som regiassistent vid inspelningen av De vilda änglarna (med Peter Fonda) och erbjöd honom att regissera filmen Levande mål, vilken spelades in i april 1967. 

### Filmregissör
Bob Rafelson och Bert Schneider på det då hippa produktionsbolaget BBS fick upp ögonen för Bogdanovich och erbjöd honom att göra film hos dem. Bogdanovich föreslog en filmatisering av romanen "Den sista föreställningen" och fick i stort sett fria händer. Hans hustru assisterade honom mycket under inspelningen och var i realiteten en slags medregissör. Det var Platt som föreslog den då okända modellen Cybill Shepherd för en av de kvinnliga huvudrollerna. Inspelningen av Den sista föreställningen ledde dock till att Bogdanovichs och Platts äktenskap kollapsade eftersom Bogdanovich inledde en relation med Shepherd. Filmen blev en framgång hos både publik och kritiker och gjorde Bogdanovich känd samtidigt som den även lanserade Shepherd som skådespelare. Därefter fick Bogdanovich regissera komedin Go'dag yxskaft? med Barbra Streisand i huvudrollen, även den en framgång. 
I början av 1973 blev Bogdanovich uppringd av Paramounts VD Frank Yablans och mer eller mindre tvingad av göra Paper Moon. Bogdanovich hade stor hjälp av sin före detta fru Polly Platt och filmen, som hade premiär 1973, blev ännu en stor framgång för honom, eller snarast teamet Bogdanovich-Platt. 
Bogdanovich magi bröts dock i och med Daisy Miller, en filmatisering av en roman av Henry James där Shepherd spelade huvudrollen. Filmen, som hade premiär 22 maj 1974, slaktades av kritikerna. Det hette bland annat att Shepherd, som särskilt kritiserades, hade ”utstrålning som en död hamster.” Nästa film, Nä, nu blommar de'!, som hade premiär 1975, blev likaså en flopp hos både kritiker och publik. Bogdanovich hade senare viss framgång med filmen Mask (1985). Privat gick han bankrutt två gånger under 1990-talet.

### Senare år
År 1998 invaldes Den sista föreställningen i National Film Registry, en utmärkelse som endast tilldelas "kulturellt, historiskt eller estetiskt betydelsefulla filmer".
Förutom att regissera en del för TV, återvände Bogdanovich också till skådespeleriet, bland annat med en återkommande gästroll i Sopranos (han regisserade även ett avsnitt) och så spelade han sig själv i ett avsnitt av How I Met Your Mother.
Han gjorde även en röstroll i ett avsnitt av The Simpsons. Bogdanovichs sista spelfilm, She's Funny That Way, hade premiär 2014 och hans sista dokumentärfilm The Great Buster: A Celebration kom 2018.
Peter Bogdanovich avled i Los Angeles 2022, 82 år gammal.

## Filmografi i urval

### Regi
- 1968 – Levande mål
- 1971 – Den sista föreställningen
- 1972 – Go’dag yxskaft?
- 1973 – Paper Moon
- 1975 – Daisy Miller
- 1975 – Leve kärleken!
- 1976 – Nä, nu blommar de'!
- 1979 – Saint Jack – kungen av Singapore
- 1981 – ... och så levde dom lyckliga...
- 1985 – Mask
- 1988 – En spanare i juryn
- 1990 – Texasville
- 1992 – Kaos i kulissen
- 1993 – Thing Called Love
- 1995 – Mästarnas konstverk (TV-film)
- 1995 – Dödsdansen (TV-film)
- 1996 – Den hårda skolan (TV-film)
- 1997 – Rescuers: Berättelser om mod (TV-film)
- 1997 – Kärlek utan gränser (TV-film)
- 1998 – Naked City 2 - a Killer Christmas (TV-film)
- 1999 – Sidbyte (TV-film)
- 2001 – Hollywoods hemlighet
- 2014 – She's Funny That Way

### Roller
- 1968 – Levande mål
- 1979 – Saint Jack – kungen av Singapore
- 1987 – Par i brott (TV-serie)
- 1998 – Studio 54
- 2000–2007 – Sopranos (TV-serie)
- 2005–2007 – Law & Order: Criminal Intent (TV-serie)
- 2006 – Capote – en iskall mordgåta
- 2007 – Broken English
- 2010 – How I Met Your Mother (TV-serie)
- 2017–2019 – Get Shorty (TV-serie)
- 2018 – The Other Side of the Wind
- 2019 – Det: Kapitel 2